# 亨特堡 (紐約州)
亨特堡（英語：Fort Hunter）是位於美國紐約州蒙哥馬利縣的非建制地區。

## 歷史
亨特堡的郵局自1831年營運至今。

## 地理
亨特堡所處的海拔為高於海平面90米（即295英呎），而該地所採用的時區為UTC-5，即北美东部时区（EST）。同時該地設有夏令時間，為UTC-5調快一小時，即UTC-4（EDT）。